# محمد حسين لوانك (حسينية انديمشك)
محمد حسین لوانك (بالفارسية: محمدحسین‌لوانک) هي قرية تقع في إيران في قسم حسینیة الريفي. يقدر عدد سكانها بـ 21 نسمة بحسب إحصاء 2016.